# Tiếng Kamassia
Kamassian hoặc Kamas là tên của một ngôn ngữ đã tuyệt chủng trong nhóm ngôn ngữ Samoyed, bao gồm một loạt ngôn ngữ trong nhóm miền Nam cùng với ngôn ngữ Mator, ngôn ngữ Koibal và ngôn ngữ Selkup (mặc dù điều này không phải là một phân họ thực tế). Người bản địa cuối cùng sử dụng ngôn ngữ này là Klavdiya Plotnikova đã qua đời vào năm 1989. Tiếng Kamassia được dùng ở nước Nga, phía đông của dãy núi Ural, Kamasin.
Một tên cũ khác của ngôn ngữ này là Koibal. Đây là một thuật ngữ cho người dân Kamas chuyển sang các ngôn ngữ Khakas gốc Thổ Nhĩ Kỳ; Người Koibal hiện đại được pha trộn giữa người Samoyed và người Khakas-Yenisei.